# Usechus chujoi
Usechus chujoi es una especie de coleóptero de la familia Zopheridae.

## Distribución geográfica
Habita en Japón.